# Dimorfisme sexual

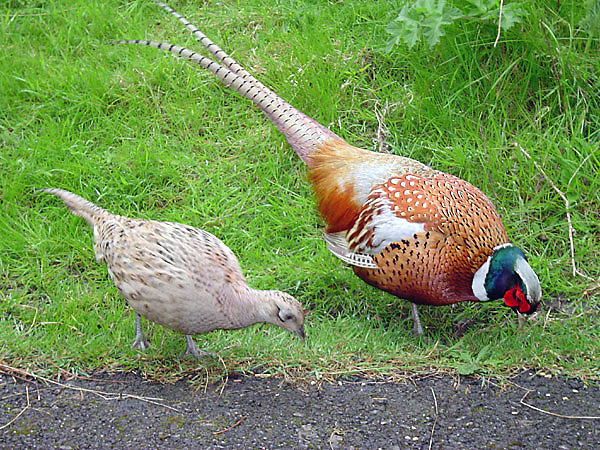
Femella (esquerra) i mascle de faisà, mostrant la diferència de mida i color que hi ha entre els dos sexes

El dimorfisme sexual és la diferència de formes, colors i mides que hi ha entre mascles i femelles d'una mateixa espècie. Es produeix en molts eucariotes en major o menor grau, especialment entre els animals. En algunes espècies, com és el cas de la majoria de rapinyaires, rèptils i aranyes, les femelles són les més grans, a diferència dels mamífers, on la majoria de vegades és el mascle qui té una mida més gran.
En el cas dels ocells és molt comú parlar de dimorfisme sexual per a referir-se només al plomatge. Normalment, els mascles presenten un plomatge més cridaner que el de les femelles. El plomatge acostuma a tenir dimorfisme estacional: mascles i femelles tenen un plomatge diferent durant l'estació reproductiva i durant l'estació hivernal o no reproductiva. Aquests plomatges són comuns en aus migratòries. Darwin proposà la selecció sexual com el fenomen que origina aquest dimorfisme sexual.
També es dona el cas en què individus del mateix sexe tenen diferents aspectes; això s'anomena polimorfisme sexual.